# Xanthostemon aurantiacus
Xanthostemon aurantiacus är en myrtenväxtart som först beskrevs av Adolphe-Théodore Brongniart och Jean Antoine Arthur Gris, och fick sitt nu gällande namn av Rudolf Schlechter. Xanthostemon aurantiacus ingår i släktet Xanthostemon och familjen myrtenväxter. Inga underarter finns listade i Catalogue of Life.